# Пирматов, Исхак Айтбаевич
Исхак Айтбаевич Пирматов (род. 16 ноября 1973, Фрунзе) — политический деятель Кыргызстана, депутат Жогорку Кенеша Кыргызской Республики V и VI созывов; автор 47 законопроектов.

## Биография
Исхак Айтбаевич Пирматов родился 16 ноября 1973 года в городе Фрунзе Киргизской ССР. Имеет чин Государственного советника государственной службы II класса. 

### Образование
- В 2000 году окончил юридический факультет Ошского государственного университета.
- В 2008 году — факультет менеджмента Бишкекской финансово-экономической академии. Владеет кыргызским, русским и английским

### Политическая карьера
После службы в армии начал карьеру в нефтегазовом секторе. Работал заместителем начальника, начальником отдела маркетинга крупнейшей нефтегазовой компании ОАО «Кыргызнефтегаз Архивная копия от 8 декабря 2015 на Wayback Machine», которую впоследствии возглавил в качестве председателя правления.
В 2010 году начал политическую карьеру, избравшись депутатом V созыва Жогорку Кенеша от партии Республика. Будучи депутатом внес изменения в законопроекты «О недрах», предлагал провести геологоразведку залежей нефти в Джалалабадской и Ошских областях. Инициатор законов об энергетической независимости Кыргызстана в которых продвигал проекты строительства каскада гидроэлектростанций Камбарата-2 и Камбарата-1.
Инициатор закона о «Неналоговых платежах», обязывающий горнорудные компании выплачивать 2 процента от валового дохода в местные бюджеты (фонды развития регионов).
По итогам парламентских выборов 2015 года Исхак Пирматов вошел в составе партии «Бир Бол» в Жогорку Кенеш 6-го созыва.
Также инициировал внесение изменений в Законы КР " О внешней трудовой миграции",  позволяющее приграничным трудящимся-мигрантам, прибывающим в Кыргызскую Республику осуществлять трудовую деятельность без трудовой визы в течение срока действия безвизового режима и без квоты на трудовую миграцию при условии наличия у приграничного трудящегося-мигранта действительного патента на индивидуальную трудовую деятельность.
Автор законов ужесточения ответственности за семейное насилие; упрощения регистрации рождения ребенка, а также закона об освобождении от уплаты страховых взносов приграничных мигрантов. Инициировал пакет законопроектов направленного на максимальное упрощение регистрационного учета граждан и отмена института "прописка". 
Награды
- Орден «Содружество» (18 апреля 2019 года, Межпарламентская ассамблея СНГ) — за активное участие в деятельности Межпарламентской Ассамблеи и её органов, вклад в укрепление дружбы между народами государств — участников Содружества Независимых Государств[15].
- Почётная грамота Совета МПА СНГ (29 ноября 2018 года, Межпарламентская ассамблея СНГ) — за активное участие в деятельности Межпарламентской  Ассамблеи и её органов, вклад в укрепление дружбы между народами государств — участников Содружества Независимых Государств[16].
- Награжден Почетной грамотой Жогорку Кенеша Кыргызской Республики.

### Трудовая деятельность
- 2005 — 2008 гг. — Начальник управления маркетинга ОАО «Кыргызнефтегаз Архивная копия от 8 декабря 2015 на Wayback Machine».
- 2007 — 2008 гг. — Член правления ОАО «Кыргызнефтегаз Архивная копия от 8 декабря 2015 на Wayback Machine».
- 2008 — 2010 гг. — Председатель правления ОАО «Кыргызнефтегаз».
- 2010 — 2011 гг. — Председатель Комитета Жогорку Кенеша по транспорту, коммуникациям, архитектуре и строительству
- 2011 — 2012 гг. — Председатель Комитета Жогорку Кенеша по развитию отраслей экономики.
- 2012 —  2015 гг. — Заместитель Председателя Комитета Жогорку Кенеша по топливно-энергетическому комплексу и недропользованию.
- 2017 — по н.в. — Председатель Комитета Жогорку Кенеша по международным делам, обороне и безопасности.

### Личная жизнь
Женат, отец четверых детей.